# Lac Taylor
Lac Taylor är en sjö i Kanada.   Den ligger i regionen Outaouais och provinsen Québec, i den sydöstra delen av landet, 30 km nordväst om huvudstaden Ottawa. Lac Taylor ligger 205 meter över havet. Arean är 0,37 kvadratkilometer. Den sträcker sig 0,6 kilometer i nord-sydlig riktning, och 1,3 kilometer i öst-västlig riktning.
I omgivningarna runt Lac Taylor växer i huvudsak lövfällande lövskog. Runt Lac Taylor är det glesbefolkat, med 15 invånare per kvadratkilometer.